# Santa Cecília (São Tomé)
Santa Cecília é uma aldeia de São Tomé e Príncipe, localiza-se no Distrito de Cantagalo, ilha de São Tomé, próxima às localidades de Caridade e de Henrisantos.